# Aulac (Nouveau-Brunswick)
Pour les articles homonymes, voir Cormier (homonymie).
 (août 2022).
Si vous disposez d'ouvrages ou d'articles de référence ou si vous connaissez des sites web de qualité traitant du thème abordé ici, merci de compléter l'article en donnant les références utiles à sa vérifiabilité et en les liant à la section « Notes et références ».
Aulac est une communauté rurale canadienne dans le Comté de Westmorland au Nouveau-Brunswick. Elle fait partie de la commune de Sackville. Aulac est la porte d'entrée pour l'accès au site touristique de l'ancien fort Beauséjour.

## Géographie
La communauté rurale d'Aulac est située à un kilomètres seulement du fort Beauséjour, à cinq kilomètres à l'ouest de Pont-à-Buot et à environ une dizaine de kilomètres au sud-est de la ville de Sackville dont elle dépend. Elle est située juste au nord de la rivière Mésagouèche qui forme, par son cours d'eau, la frontière avec la province voisine de la Nouvelle-Écosse.

## Histoire
Au XVIIIe siècle, Aulac était devenu stratégiquement important pour les forces militaires françaises en détachement en Acadie, en raison de sa position géographique après le traité d'Utrecht signé en 1713 et qui donnait aux Britanniques une partie importante de l'Acadie historique juste aux limites du fort Beauséjour et de la crête d'Aulac qui domine le marais de Tantramar et l'isthme de Chignectou[réf. souhaitée].
Malgré la résistance du père Jean-Louis Le Loutre, des milices acadiennes et de leurs alliés amérindiens de la Nation des Micmacs, contre la domination protestante de la Nouvelle-Écosse, les Acadiens ne purent pas assurer la continuité de la présence catholique française et reconquérir l'Acadie historique, en raison de l'absence de la présence française armée dans la région de la Nouvelle-Écosse. Néanmoins, les forces militaires britanniques construisirent une palissade sur la crête du Fort Lawrence, à 3 km au sud d'Aulac, faisant face au tout nouveau fort Beauséjour à l'extrémité ouest du Crête d'aulac, surplombant le marais de Tantramar et la baie de Fundy.
En 1872, fut construite la ligne de chemin de fer qui reliait Moncton à Truro et qui s'incurvait autour de la crête d'Aulac au-dessous du fort Beauséjour.
Au cours du XXe siècle Aulac devint un nœud autoroutier Les routes traversant les marais de Tantramar sont passées au-dessus de la crête d'Aulac, de même qu'une route longeant la crête en direction de Port Elgin. Ces routes ont été modernisées dans les années 1960 dans le cadre du projet de la route Transcanadienne, la section Moncton-Amherst (Nouvelle-Écosse) étant numérotée Route 2 et la section Aulac-Port Elgin étant numérotée Route 16.
L'échangeur autoroutier d'Aulac permet l'accès à la route du littoral acadien qui traverse la région majoritairement peuplée d'Acadiens francophones.
Un regroupement d'entreprises de services autoroutiers s'est établi à Aulac, avec notamment un centre de réparation pour camions, plusieurs stations-service, un motel et des magasins ainsi qu'un bureau d'information touristique.

## Liens externes

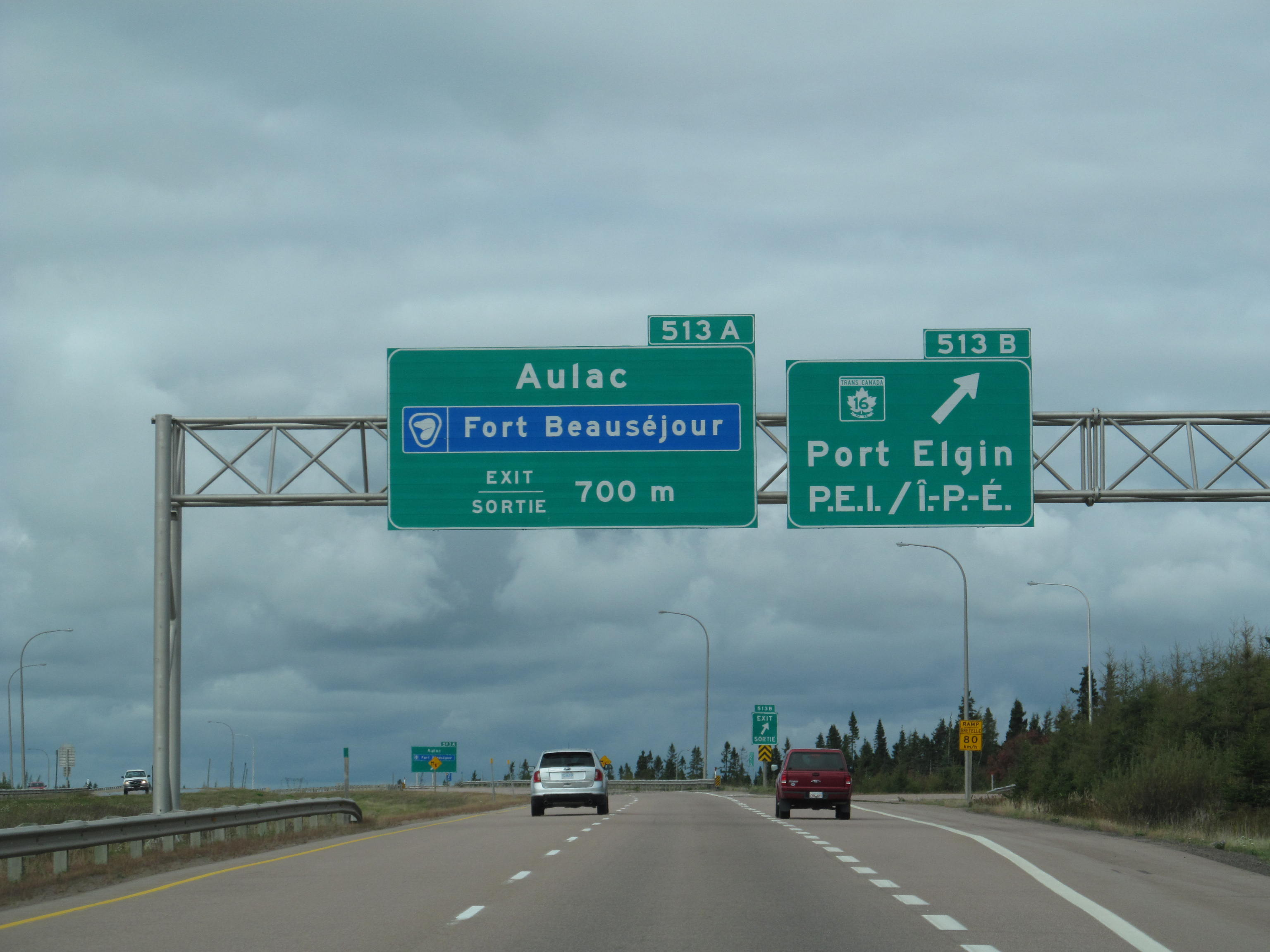
Panneau autoroutier indiquant la direction d'Aulac et du fort Beauséjour.